# Old Tom

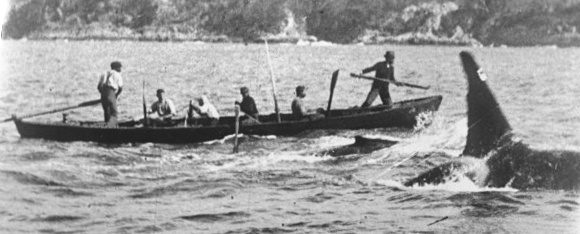
Old Tom nadando al lado de un bote ballenero remolcado por una ballena arponeada (no visible); se aprecia un ballenato a la diestra del bote.

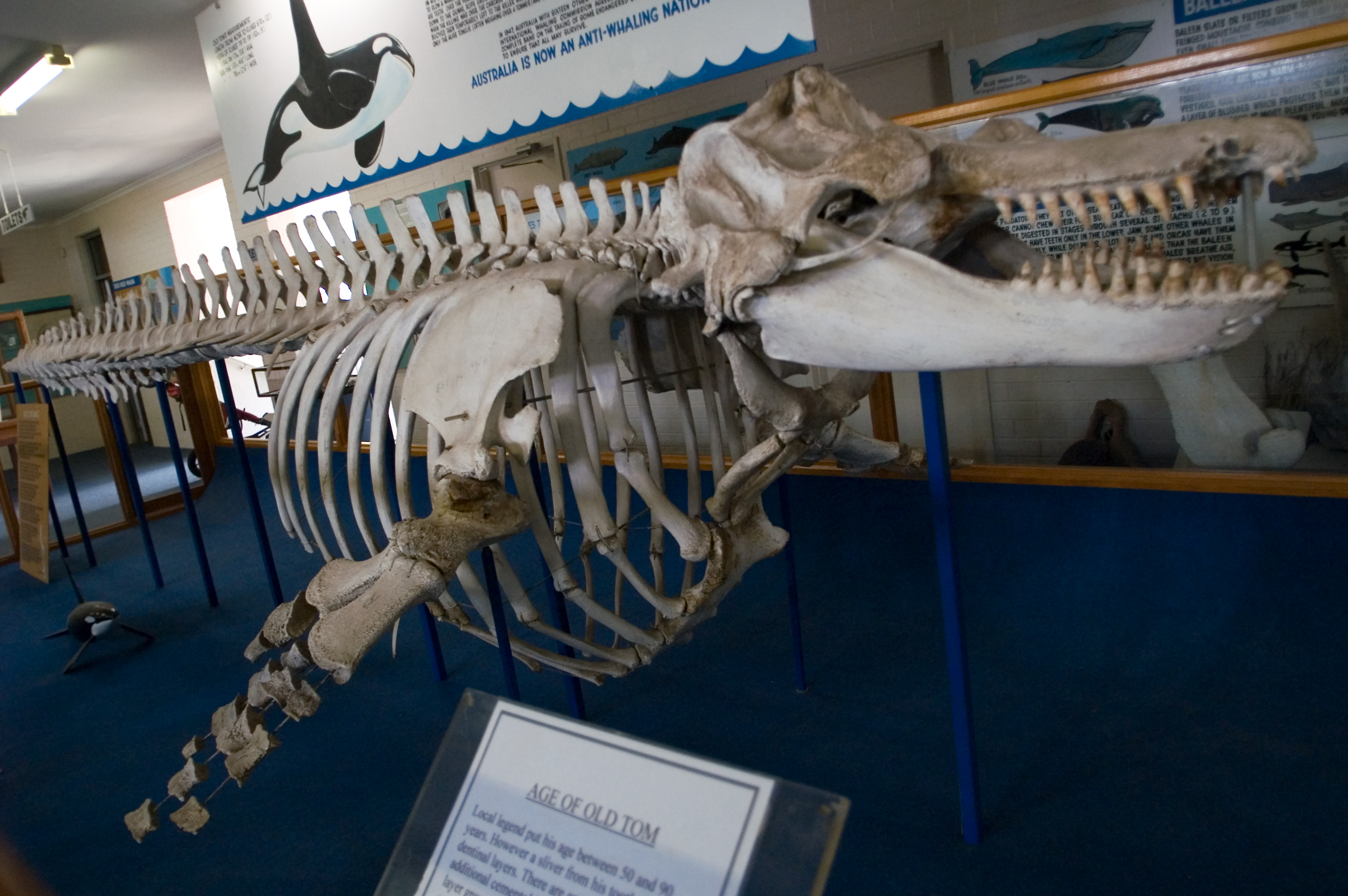
Esqueleto de Old Tom en el museo de orcas de Eden.

Old Tom (1895 – 17 de septiembre de 1930) fue una orca macho (Orcinus orca), llamado de este modo por los balleneros del puerto de Edén, Nueva Gales del Sur, en la costa sudeste de Australia. Este ejemplar medía alrededor de 7 m y pesaba 6 toneladas. Su cráneo medía 102 cm y los dientes tenían alrededor de 13 cm. Se cree que Old Tom era el líder de un grupo (en inglés pod) de orcas que colaboraron con los balleneros en la captura de ballenas barbadas en la bahía Twofold. En recompensa por ayudar a matar las ballenas, los balleneros permitían que comieran la lengua y labios del animal cazado, un pacto conocido como Law of the Tongue (ley de la lengua). 
El 17 de septiembre de 1930, se encontró muerto a Old Tom en la bahía Twofold. Antes de morir se había estimado su edad en ochenta años, pero al examinar sus restos se estableció que tenía solamente unos treinta y cinco años. Su esqueleto fue conservado y se encuentra actualmente en exhibición en el Museo de Orcas de Eden.